# Andrew Dick
Andrew Adibo Dick (ur. 11 maja 1976)) – nigeryjski zapaśnik walczący w stylu wolnym. Olimpijczyk z Londynu 2012, gdzie zajął osiemnaste miejsce w kategorii 84 kg.
Triumfator igrzysk afrykańskich w 2003 i trzeci w 2015. Wicemistrz Afryki w 2010; piąty w 2012; szósty w 2006 i dziewiąty w 2011. Wicemistrz igrzysk wspólnoty narodów w 2014 i brązowy medalista w 2010.

## Turniej wLondynie 2012
| Konkurencja         | Walki        | Walki                 | Walki       | Walki                       | Klas. końcowa |
| Konkurencja         | Przeciwnik I | Przeciwnik I          | Repasaże I  | Repasaże II                 | Miejsce       |
| ------------------- | ------------ | --------------------- | ----------- | --------------------------- | ------------- |
| styl wolny do 84 kg | (wolny los)  | Jaime Espinal (PRI) L | (wolny los) | Dawit Marsagiszwili (GEO) L | XVIII         |